# 2B24 Děva
2B24 Děva (rusky 2Б24 «Дева» podle indexu GRAU) je ruský přenosný 82 mm minomet vyvinutý Ústředním výzkumným ústavem Burevěstnik z Nižního Novgorodu. Jedná se o modernizaci minometu 2B14 Podnos, čímž došlo ke zlepšení některých parametrů. Byl instalován nový kloub spojující hlaveň s ložištěm, což se promítlo do snadnější manipulace s minometem, a také nové žebrování na zadní části hlavně pro lepší ochlazování. Zbraň může oproti svému předchůdci střílet silnější miny.
2B24 váží 45 kg a k jeho obsluze jsou potřeba dva vojáci. Minimální dostřel je 100 metrů, maximální pak 6 km.
2B24 Děva bývá součástí dělostřeleckého kompletu 2K32 Děva, který tvoří mimo samotného minometu pásové obrněné vozidlo 2S24 (na bázi MT-LB) a montážní sestava 2F510-2.